# Coupe latine de rink hockey 1998
Navigation
Coupe latine de rink hockey 1997 Coupe latine de rink hockey 1999
La Coupe latine de rink hockey 1998 est la 16e édition de la compétition organisée par le Comité européen de rink hockey. Cette édition a lieu à Tavira, au Portugal du 28 février au 1er mars 1998. Le Portugal remporte pour la huitième fois ce tournoi.

## Déroulement
Les quatre équipes s'affrontent sous la forme d'un tournoi à élimination directe.

## Classement et résultats
|  | Demi-finales | Demi-finales |          |   | Finale | Finale |
|  | Demi-finales | Demi-finales |          |   | Finale | Finale |
|  |              |              |          |   |        |        |
|  |              |              |          |   |        |        |
|  |              |              |          |   |        |        |
|  | Portugal     | 5            |          |   |        |        |
|  | Portugal     | 5            |          |   |        |        |
|  | France       | 2            |          |   |        |        |
|  | France       | 2            | Portugal | 3 |        |        |
|  |              |              | Portugal | 3 |        |        |
|  |              | Espagne      | 2        |   |        |        |
|  | Italie       | Espagne      | 2        | 2 |        |        |
|  | Italie       |              |          | 2 |        |        |
|  | Espagne      | 10           |          |   |        |        |
|  | Espagne      | 10           | 3e place |   |        |        |
|  |              |              |          |   |        |        |
|  |              |              |          |   |        |        |
|  |              |              |          |   |        |        |
|  | Italie       | 0            |          |   |        |        |
|  | Italie       | 0            |          |   |        |        |
|  | France       | 3            |          |   |        |        |
|  | France       | 3            |          |   |        |        |

## Sources
- (pt) Cet article est partiellement ou en totalité issu de l’article de Wikipédia en portugais intitulé « Taça Latina de 1998 » (voir la liste des auteurs).